# Valentino Ghiglia

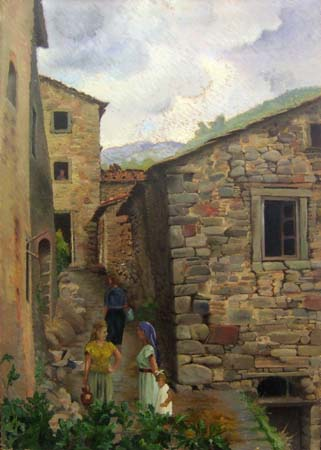
Chiacchiere alla fonte, Pratovalle, 1950

Valentino Ghiglia (Maiano, 19 luglio 1903 – Firenze, 25 agosto 1960) è stato un pittore italiano.

## Biografia
Valentino Ghiglia nacque a Maiano, presso Fiesole, nel 1903. Cominciò a dipingere assieme al fratello minore Paulo Ghiglia, ritrattista, nonostante il padre Oscar, pittore già affermato, li contrastasse; successivamente egli comprese la passione dei due fratelli e giunse ad esporre insieme a loro. Altri tre fratelli furono musicisti.
La prima mostra personale di Valentino si svolse nel 1929 a Milano presso la Galleria Pesaro. Dopo questo esordio cominciò a partecipare a parecchie mostre sindacali e intersindacali, alle Quadriennali di Roma, Trieste e Firenze. Soggiornò diverse volte in Spagna e a Parigi, recandosi spesso anche a dipingere sulle coste bretoni. La sua produzione più caratteristica ed apprezzata riproduce paesaggi nordici e vedute caratteristiche di Parigi. Sono ricercate anche le nature morte, fiori e tralci con frutti, non privi di affinità con l'arte giapponese.
Molti dei suoi dipinti furono realizzati fra gli anni Trenta e gli anni Cinquanta del XX secolo a Pratovalle, in provincia di Arezzo, dove l'artista era spesso ospite per la villeggiatura e che frequentava, insieme al fratello e pittore Paulo Ghiglia, soprattutto nel periodo estivo. Altre opere furono dipinte all'isola d'Elba e all'isola del Giglio.